# 巴黎奥斯特利茨站
巴黎奧斯特利茨車站是法國國鐵在巴黎的六大列車始發站之一，位於巴黎市区东偏南的13区。包含了多种铁路运输服务和城市轨道交通服务，如巴黎地鐵，省际列车（TER）等。巴黎奧斯特利茨車站原先是負責西南部的長途鐵路路線，但是自從TGV大西洋线开通后（其终点设在巴黎蒙帕納斯車站），该站客流量就一直维持在低水平，如今年客流量只有3100万人，在巴黎各大火车站中排行第六。
巴黎奧斯特利茨車站是根據捷克小鎮布爾諾附近斯拉夫科夫來命名的。拿破崙·波拿巴在1805年12月於奧斯特利茨戰役擊敗第三次反法同盟。

## 历史

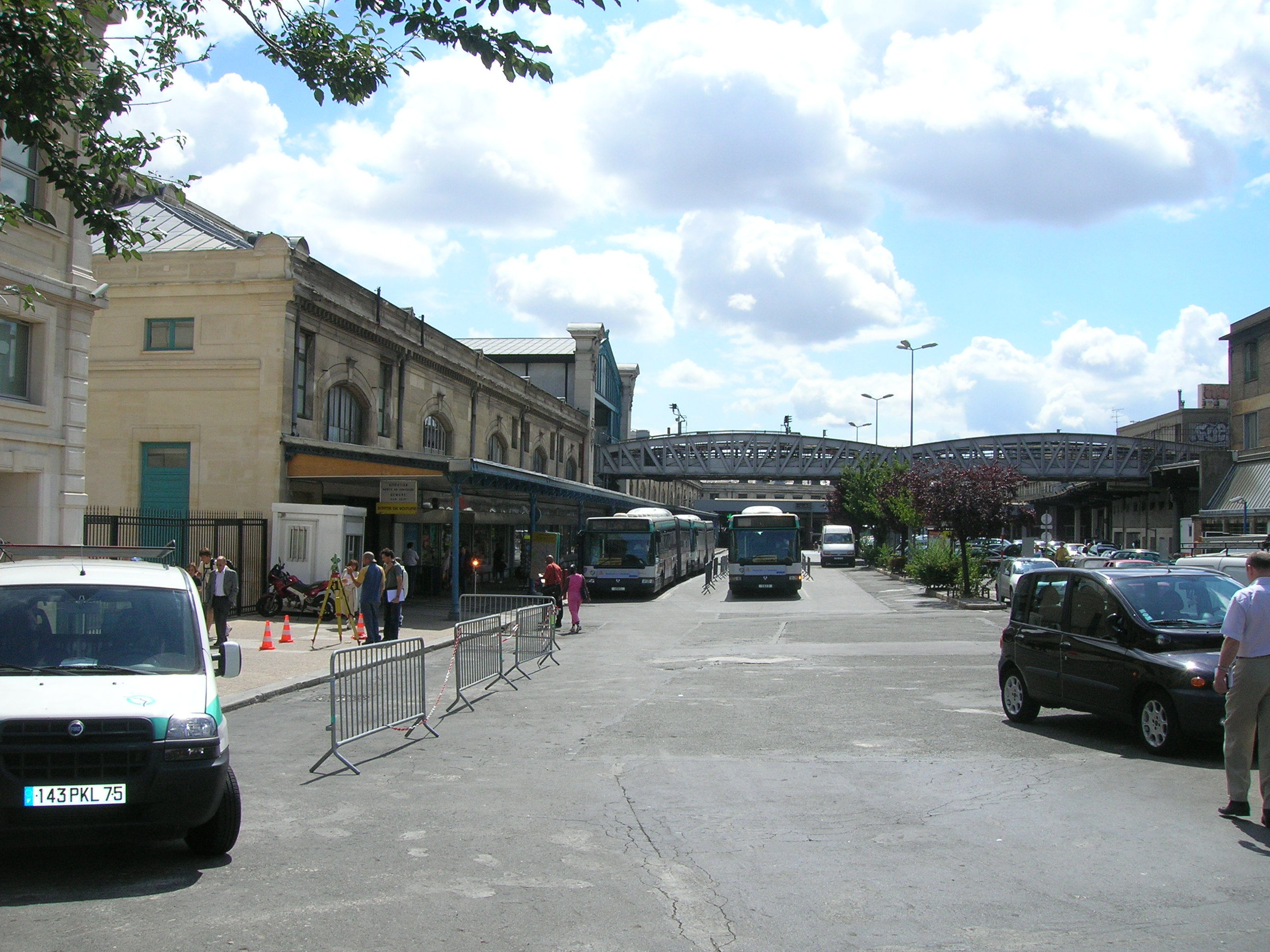
车站外部

奥斯特利茨车站建于1840年，作为当时已经部分启用的巴黎-奥尔良铁路线的起点，1843年，铁路网到达奥尔良。1846年，车站进行了一次扩建。
1862年至1867年，车站进行了重建，修建了一个宽51.25米，长280米的金属框架站厅，这种规模在当时已经相当可观，后来，在1870年普法战争后，它还被用来作热气球生产车间。1900年，为了应对当年的巴黎世博会，运营商奥铁公司将奥尔良铁路网向西延长至市中心的奥赛车站 (Gare d'Orsay)，作为铁路网的新起点。1906年，新开通的地铁从车站上方架空处穿过，并新修了一个地铁站。1910年巴黎发生水灾，该站的客运服务从1月31日到2月9日全部转移到郊外的于维西（Juvisy）。

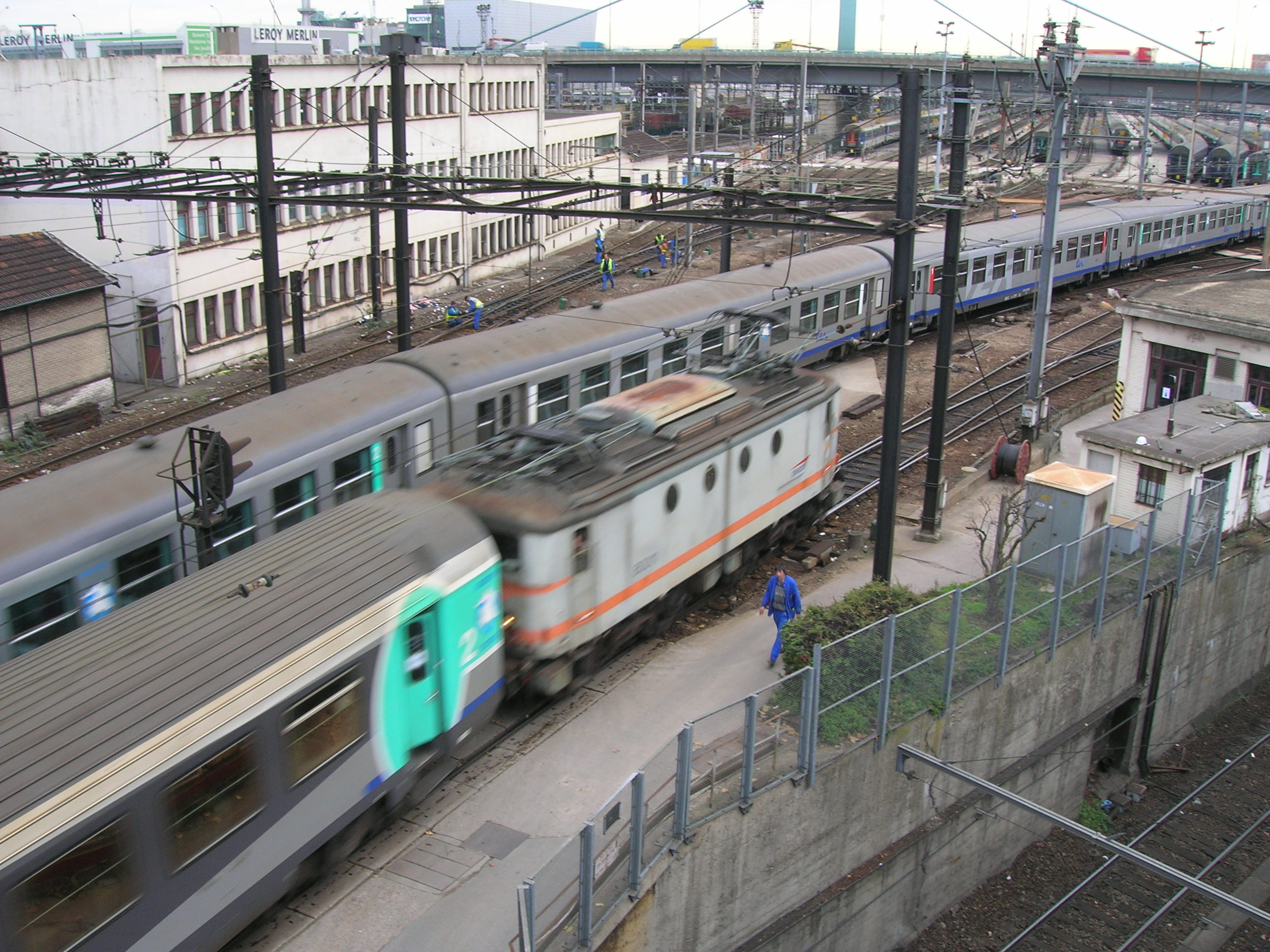
路轨和列车

1926年，奥尔良铁路网的巴黎-维耶尔宗（Vierzon）路段进行了电气化改造，配备了直流1500伏高架电缆，自此，不再有蒸汽机车进入奥斯特利茨车站，而该站也是巴黎第一个淘汰蒸汽机车的铁路车站。1939年，奥赛车站由于空间狭小而无法满足铁路客运的需求，结果国内干线列车服务重新转回到奥斯特利茨车站，奥赛车站仅保留远郊车服务。
1990年，随着TGV大西洋线的开通（终点设在蒙帕纳斯车站），原来前往奥斯特利茨车站的旅客大批转往蒙帕纳斯车站，这大大缩减了该站的客流规模。不过，1997年2月28日，该站却成为法国历史文物之一。2004年至2006年，车站内原来奥铁公司的管理办公室被法国国铁出售，并重建了其内部以应对新的办公要求。

## 站台布置

### 长途线路站台
巴黎奥斯特利茨站的长途线路站台位于地面，是一个尽头式的铁路车站。
| 东北↑ |      |                     |  |
| 1道   |      | →                   |  |
|       | 岛式 |                     |  |
| 2道   |      | →                   |  |
| 3道   |      | →                   |  |
|       | 岛式 |                     |  |
| 4道   |      | →                   |  |
| 5道   |      | →                   |  |
|       | 岛式 |                     |  |
| 6道   |      | →                   |  |
| 7道   |      | →                   |  |
|       | 岛式 |                     |  |
|       |      | （施工中，不开放）→ |  |
|       |      | （施工中，不开放）→ |  |
|       | 岛式 |                     |  |
|       |      | （施工中，不开放）→ |  |
|       |      | （施工中，不开放）→ |  |
|       | 岛式 |                     |  |
|       |      | （施工中，不开放）→ |  |
| 14道  |      | →                   |  |
|       | 岛式 |                     |  |
| 15道  |      | →                   |  |
| 16道  |      | →                   |  |
|       | 岛式 |                     |  |
| 17道  |      | →                   |  |
| 18道  |      | →                   |  |
|       | 岛式 |                     |  |
| 19道  |      | →                   |  |
| 20道  |      | →                   |  |
|       | 岛式 |                     |  |
| 21道  |      | →                   |  |
| 西南↓ |      |                     |  |

### 区域线路站台
巴黎奥斯特利茨站内的区域线路车站站台位于地下，为两个并排相隔的岛式月台，供法兰西岛大区快铁C线停靠。
| 地上一层            | -                                              | 地铁站                                        |
|                     |                                                |                                               |
| 地面                | 转乘通道                                       | 长途线路、地面大堂、出口、客務中心和車站商店  |
| 地面                | 转乘通道                                       | 转乘地铁                                      |
| 地面                | 转乘通道                                       |                                               |
| 地下 一层 东侧 月台 |                                                | （马西-帕莱索/杜尔当/埃唐普/凡尔赛尚捷方向→） |
| 地下 一层 东侧 月台 | 島式月台                                       |                                               |
| 地下 一层 东侧 月台 | （马西-帕莱索/杜尔当/埃唐普/凡尔赛尚捷方向→）  |                                               |
| 地下 一层 西侧 月台 |                                                | （←蓬图瓦兹/凡尔赛左岸/伊夫林地区圣康坦方向） |
| 地下 一层 西侧 月台 | 島式月台                                       |                                               |
| 地下 一层 西侧 月台 | ←（←蓬图瓦兹/凡尔赛左岸/伊夫林地区圣康坦方向） |                                               |

## 停靠线路

巴黎各大火车站的列车服务覆盖范围，棕色为巴黎奥斯特利茨站的覆盖范围（2012年）

以下列车线路在巴黎奥斯特利茨站停靠：
| File:Sncf-logo.svg 巴黎奥斯特利茨站列车线路表 |                         |          |                          |              |
| 线路                                          | 车种                    | 上一站   | 下一站                   | 大致运行频率 |
| 巴黎奥斯特利茨—奥尔良                         | Intercités              | （起点） | 莱欧布赖                 | 每天10趟左右 |
| 巴黎奥斯特利茨—图尔                           | Intercités              | （起点） | 莱欧布赖                 | 每天4趟左右  |
| 巴黎奥斯特利茨—布尔日                         | Intercités              | （起点） | 莱欧布赖                 | 每天3趟左右  |
| 巴黎奥斯特利茨—布里夫/卡奥尔                  | Intercités              | （起点） | 莱欧布赖/维耶尔宗/沙托鲁 | 每天6趟左右  |
| 巴黎奥斯特利茨—图卢兹                         | Intercités              | （起点） | 莱欧布赖/维耶尔宗/沙托鲁 | 每天2趟左右  |
| 巴黎奥斯特利茨—图卢兹                         | INTERCITÉS eco          | （起点） | 莱欧布赖                 | 每天1趟      |
| 巴黎奥斯特利茨—波尔多                         | INTERCITÉS eco          | （起点） | 莱欧布赖                 | 每天1趟      |
| 巴黎奥斯特利茨—南特                           | INTERCITÉS eco          | （起点） | 莱欧布赖                 | 每天1趟      |
| 巴黎奥斯特利茨—图卢兹/拉图德卡罗勒/罗德兹     | INTERCITÉS de nuit      | （起点） | 莱欧布赖                 | 每天1趟      |
| 巴黎奥斯特利茨—塞尔贝尔                       | INTERCITÉS de nuit      | （起点） | 莱欧布赖                 | 每天1趟      |
| 巴黎奥斯特利茨—布里昂松                       | INTERCITÉS de nuit      | （起点） | 克雷斯特                 | 每天1趟      |
| 巴黎奥斯特利茨—奥尔良                         | TER Centre-Val-de-Loire | （起点） | 埃唐普                   | 每天6趟左右  |
| 巴黎奥斯特利茨—沙托丹/旺多姆                  | TER Centre-Val-de-Loire | （起点） | 杜尔当/欧诺              | 每天5趟左右  |
| 1. 2. 3.                                      |                         |          |                          |              |

| 巴黎奥斯特利茨站列车线路表（区域线路） |               |           |                       |                                               |
| 起点                                   | 上一站        | 线路      | 下一站                | 终点                                          |
| 蓬图瓦兹 蒙提尼-博尚 埃尔蒙-欧博讷     | 圣米歇尔-圣母 | [T] · (C) | 弗朗索瓦·密特朗图书馆 | 马西-帕莱索 杜尔当 布雷提尼 埃唐普的圣马丁    |
| 凡尔赛左岸                             | 圣米歇尔-圣母 | [T] · (C) | 弗朗索瓦·密特朗图书馆 | 杭吉斯桥-奥利机场 凡尔赛尚捷 伊夫林地区圣康坦 |

## 配套交通
2条地铁和十余条公交线路经过巴黎奥斯特利茨站。在2012年以前，车站外的塞纳河边码头还有水上巴士Voguéo，方便乘客乘坐前往东南近郊沿河城镇。

### 地铁
奥斯特利茨车站的架空位置和地底有对应的地铁站，分别供地铁5号线和10号线使用，方便乘客前往巴黎市区各处。地面也有对应的公交站，方便乘客乘坐各条公交线路前往巴黎市区各处。
| 巴黎奥斯特利茨站附近的地铁线路 |                                   |                                           |
| 地铁车站名称                   | 位置                              | 停靠线路                                  |
| 奥斯特利茨火车站               | 巴黎奥斯特利茨站北侧 （高架车站） | 意大利广场（Place d'Italie） ↔ 博比尼-巴勃罗·毕加索（Bobigny – Pablo Picasso） |
| 奥斯特利茨火车站               | 巴黎奥斯特利茨站北侧 （地下车站） | 奥斯特利茨站（Gare d'Austerlitz） ↔ 圣克卢桥（Boulogne-Pont de Saint-Cloud）           |

### 城市公共交通
| 巴黎奥斯特利茨站附近的市内公共交通线路 |                                                          | |
| 公交车站名称                           | 位置                                                     | 停靠线路 |
| 奥斯特利茨火车站                       | 巴黎奥斯特利茨站北侧 （植物园门口） （奥斯特利茨桥西口） | 24 圣拉扎尔火车站（Gare St-Lazare） /奥斯特利茨火车站（Gare d'Austerlitz） ↔ 兽医学校（École vétérinaire de Maisons-Alfort） 63 里昂火车站（Gare de Lyon） ↔ 猎舍门（） 89 旺夫-马拉科夫（Vanves-Malakoff） → 法兰西门（Porte de France） |
| 奥斯特利茨火车站                       | 巴黎奥斯特利茨站西北侧 （医院大街）                      | 57 快铁拉普拉斯站（Laplace RER） ↔ 巴尼奥莱门（Porte de Bagnolet） 61 奥斯特利茨火车站（Gare d'Austerlitz） ↔ 庞坦教堂（Église de Pantin） 89 法兰西门（Porte de France） → 旺夫-马拉科夫（Vanves-Malakoff） 91 蒙帕纳斯高铁站（Montparnasse TGV） ↔ 巴士底（Bastille） 里昂火车站（Gare de Lyon） （巴黎内环线）（Circulaire intérieur） 里昂火车站（Gare de Lyon） （巴黎外环线）（Circulaire Extérieur） 里昂火车站（Gare de Lyon） ↔ 快铁瑞维西站（Juvisy RER） |
| 1. 2.                                  |                                                          | |

### 长途客车
| 停靠巴黎奥斯特利茨站的大巴车                         |           | |
| 上下车地点                                           | 运营单位  | 主要线路及目的地                                                                                                  |
| 巴黎奥斯特利茨站北侧 （植物园门口/奥斯特利茨桥西口） | [ 5 ]     | 瑞维西站 · 奥日河畔埃皮奈站 · 布雷提尼站 塞纳河畔伊夫里站 · 塞纳河畔维特里站 · 新城勒鲁瓦站 · 阿布隆站 · 瑞维西站 |
| 巴黎奥斯特利茨站北侧 （植物园门口/奥斯特利茨桥西口） | RATP/SNCF | （当某条铁路或地铁线施工或发生故障时，SNCF或RATP可能也会提供途径该线路沿途站点的大巴车）                          |
| 1.                                                   |           | |

## 未来计划

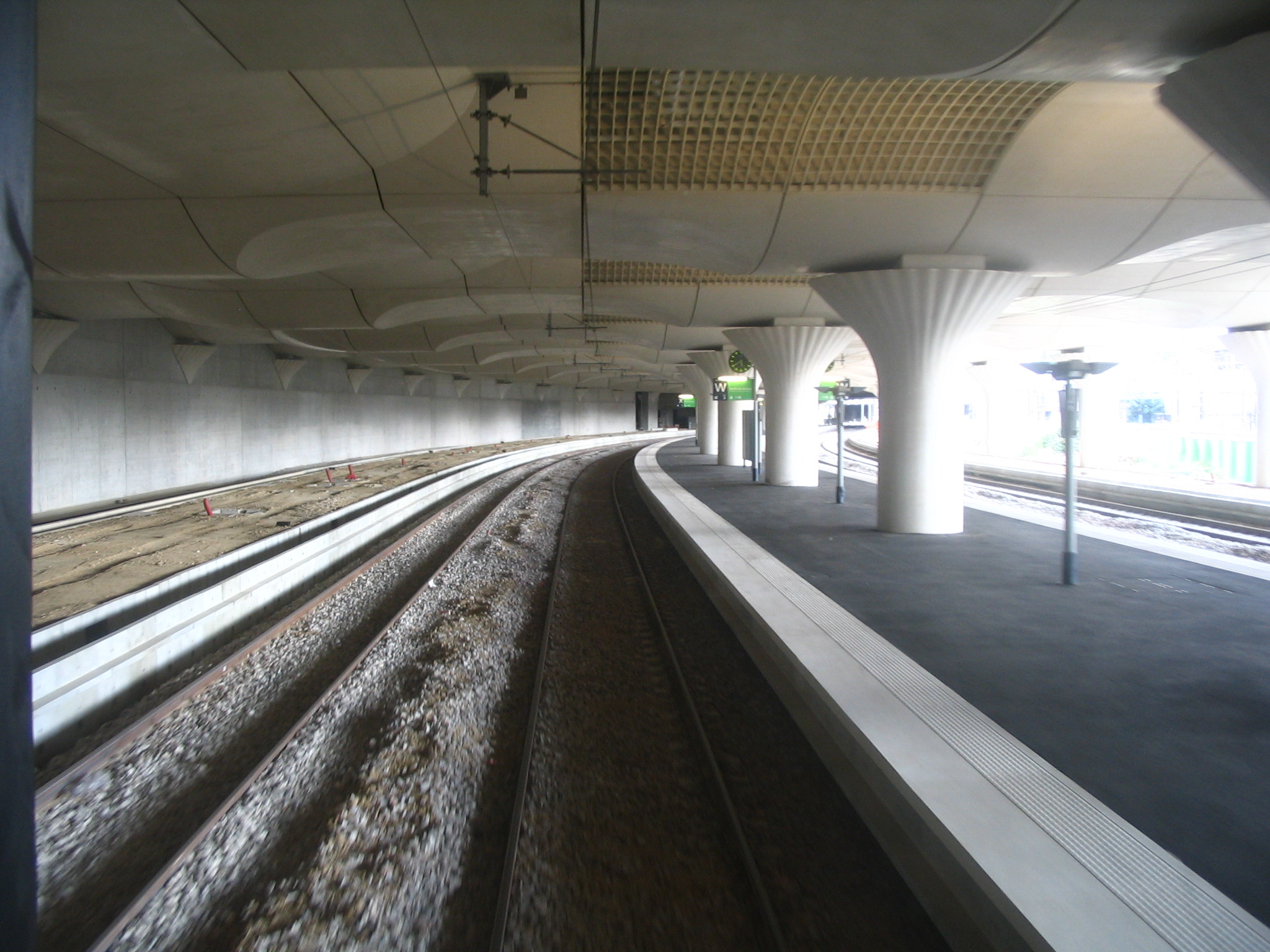
已被覆盖的路轨

1990年代中期开始实施的巴黎左岸新城项目内容之一就是将奥斯特利茨车站的路轨逐步从表面用建筑物覆盖，即从外观上看转入地下，从南边的托比亚克路（Rue de Tolbiac）开始往北逐步覆盖。
另外，当局还计划将部分TGV大西洋线和TGV东南线转到奥斯特利茨车站停靠，为此，车站正在进行一次深度翻新，并且正在加装4条新路轨。并且要和左岸新城项目相契合——路轨要被覆盖住——就像蒙帕纳斯车站那样。相应的，位于大西洋线和东南线之间的奥利机场也将进行大规模的铁路施工，兴建一个高速列车站，以及一条TGV线路连接彼处和奥斯特利茨车站，因为奥利机场长年缺乏高速列车服务，目前仅有C线和货车从彼处经过。

## 图片

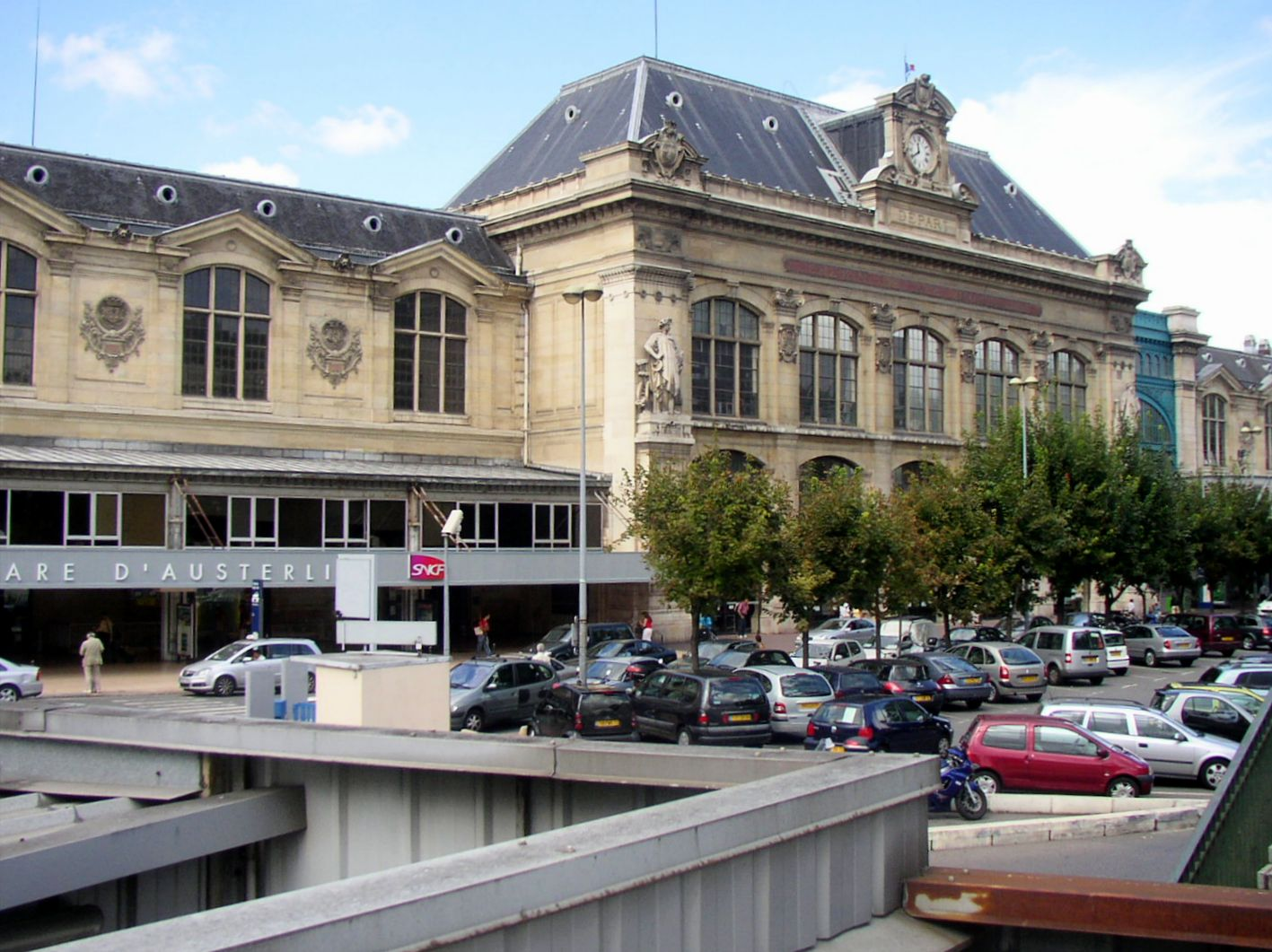
车站外观
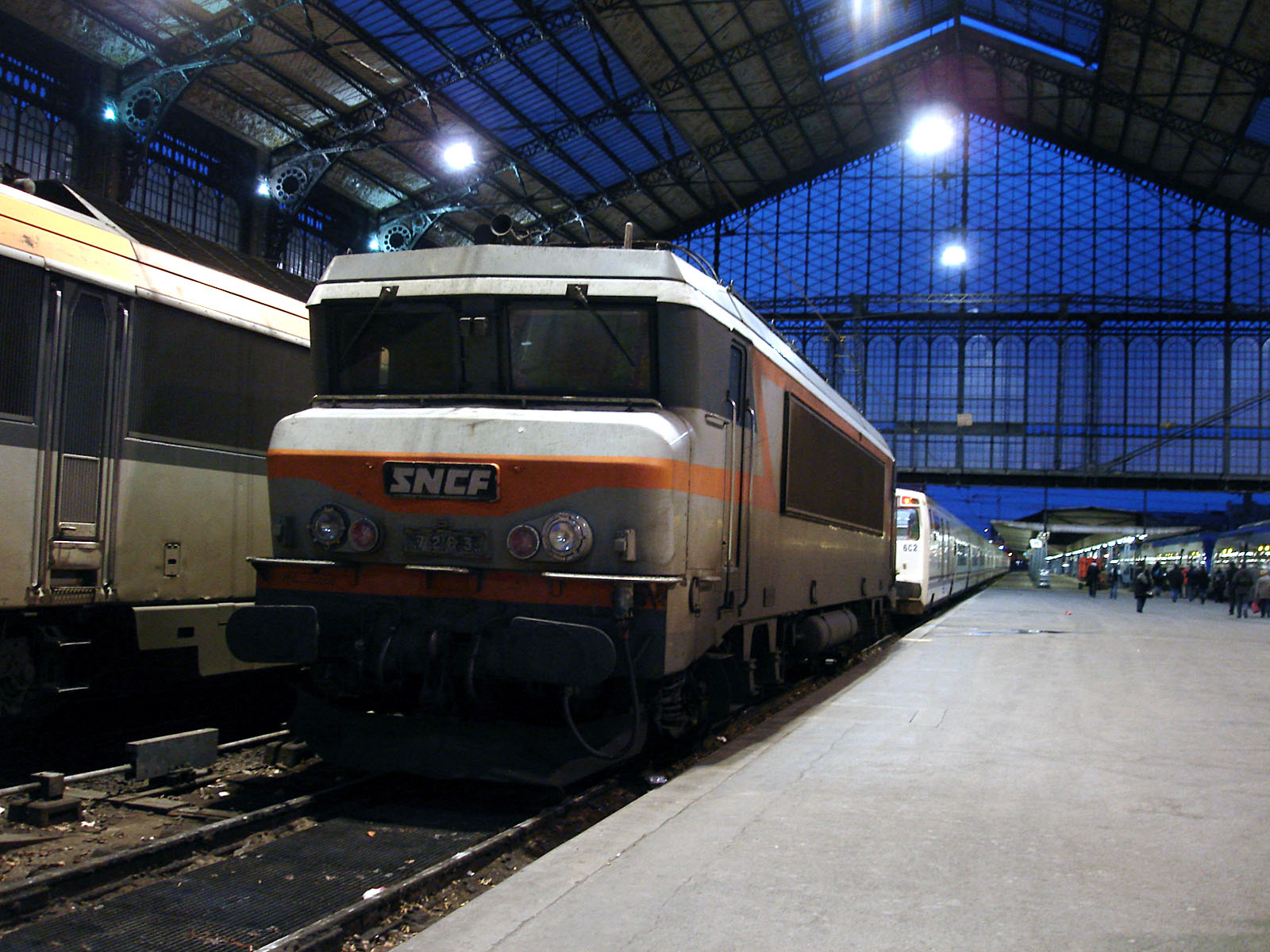
月台一角
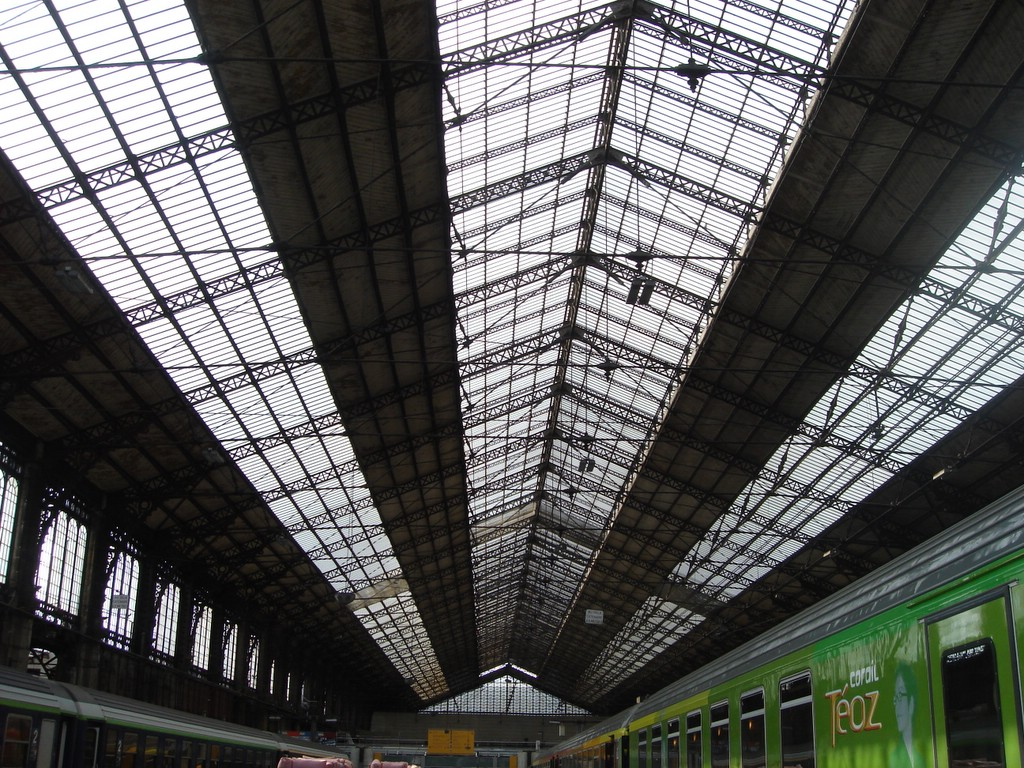
车站顶棚
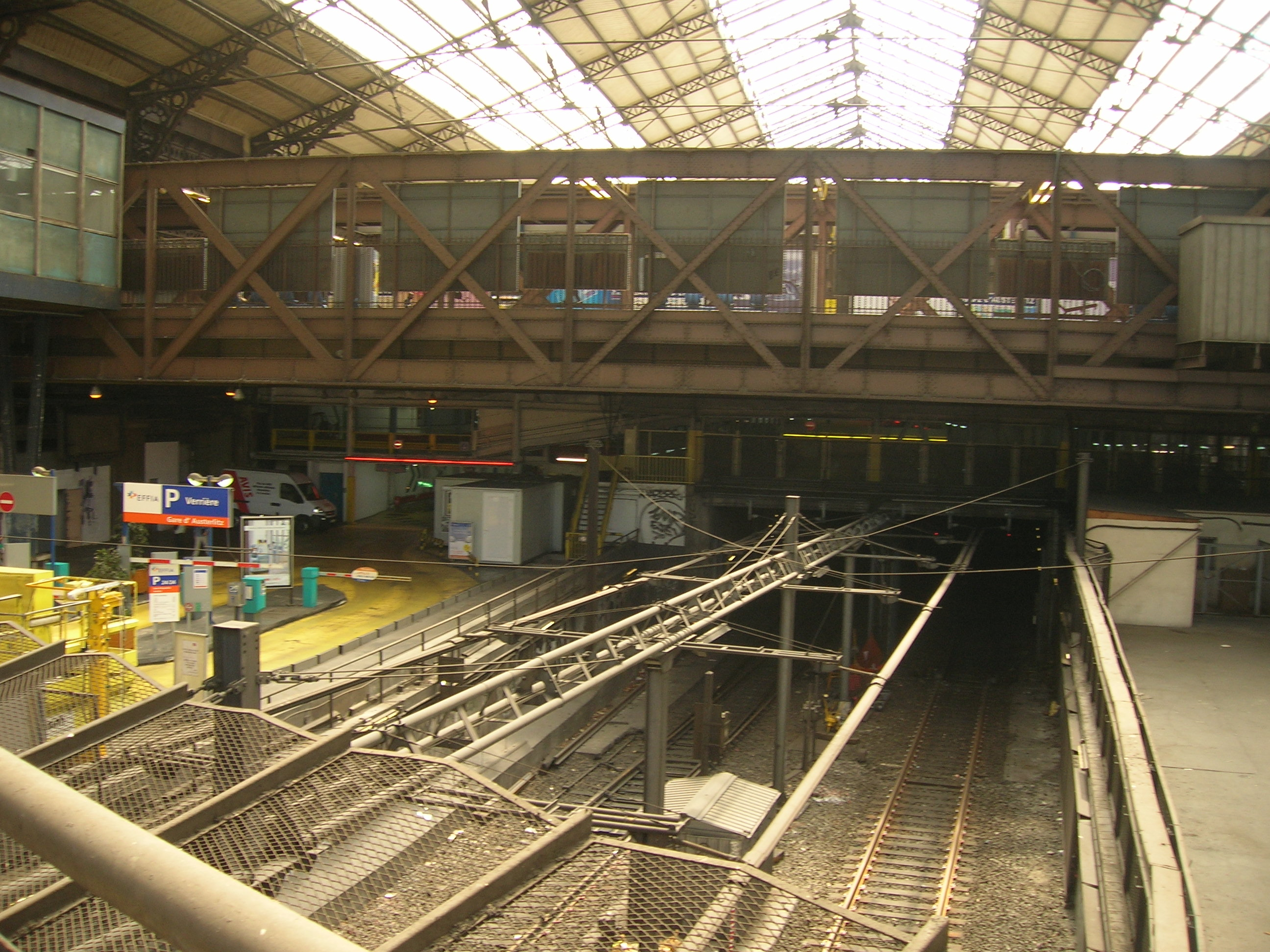
地铁站（上方）和RER轨道（下方）
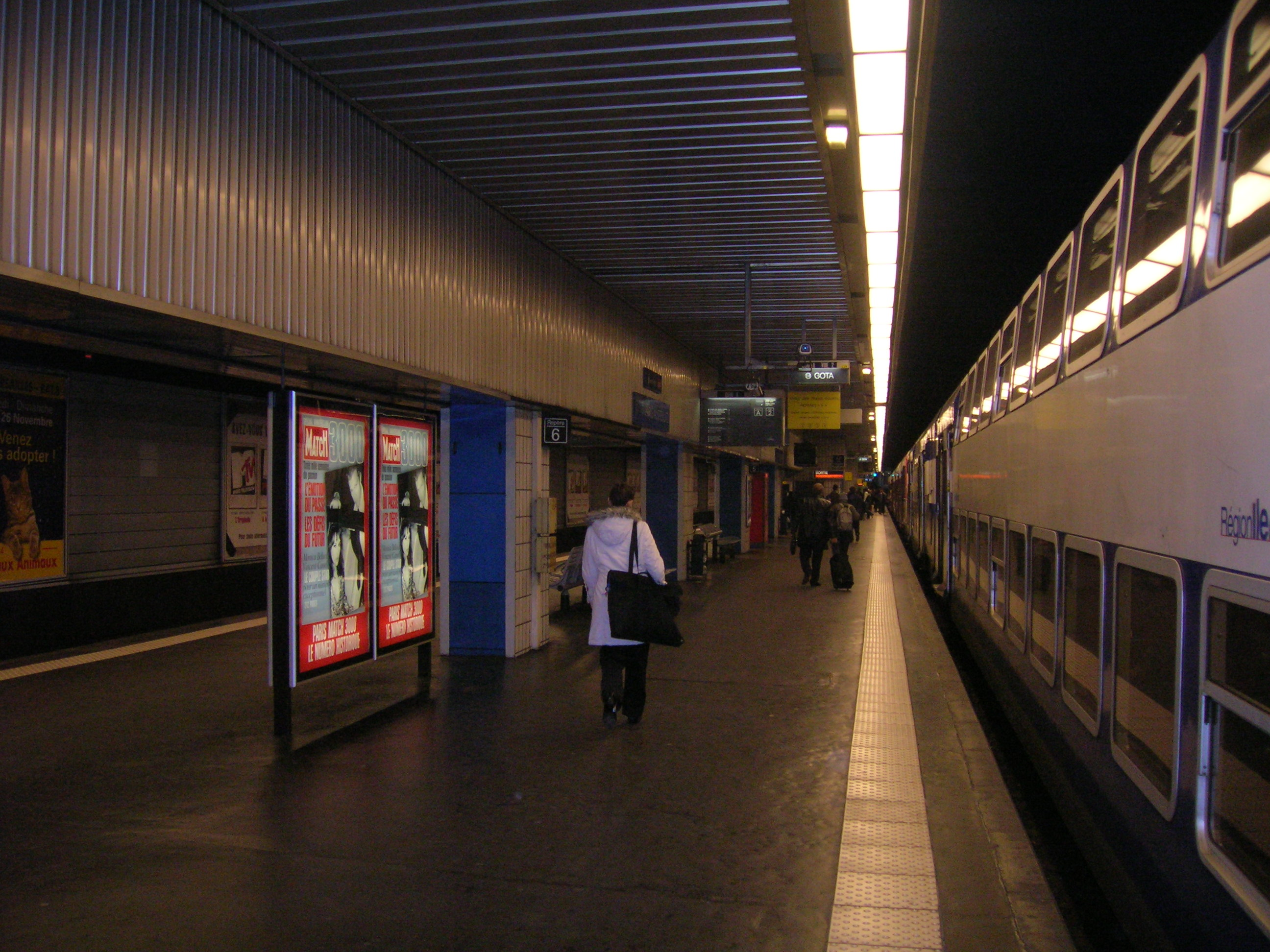
地下月台
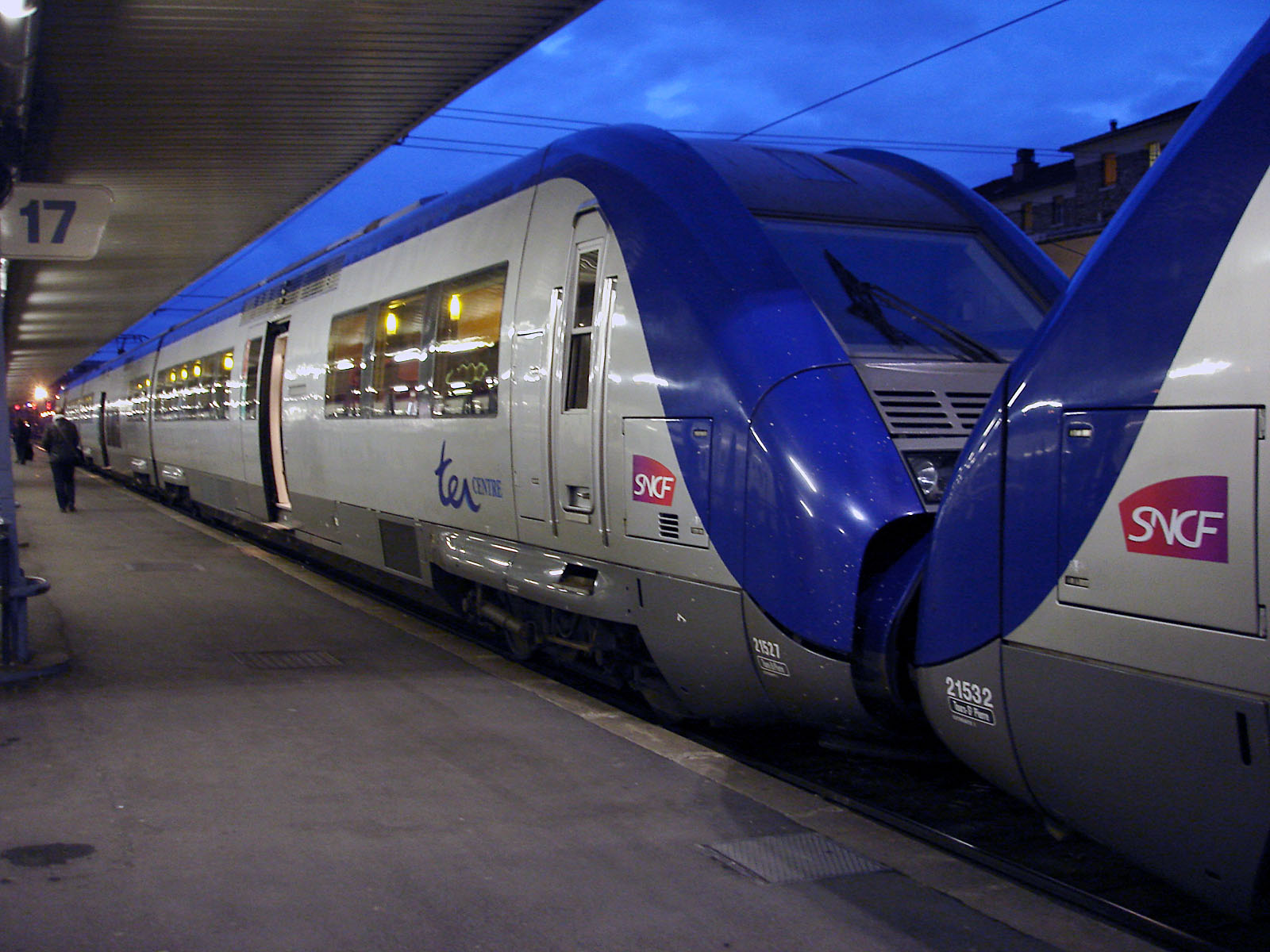
地面月台的省际列车
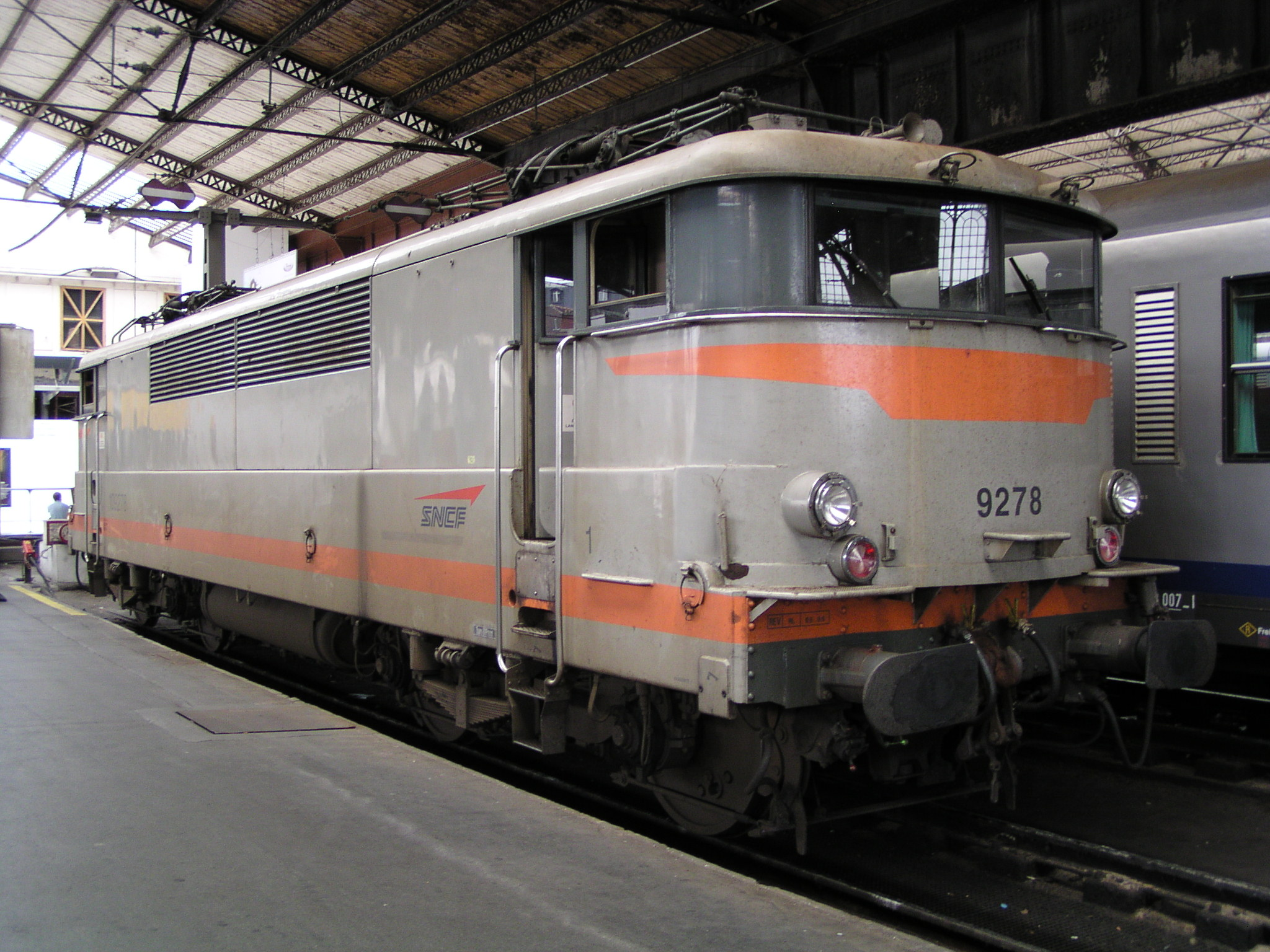
机车头
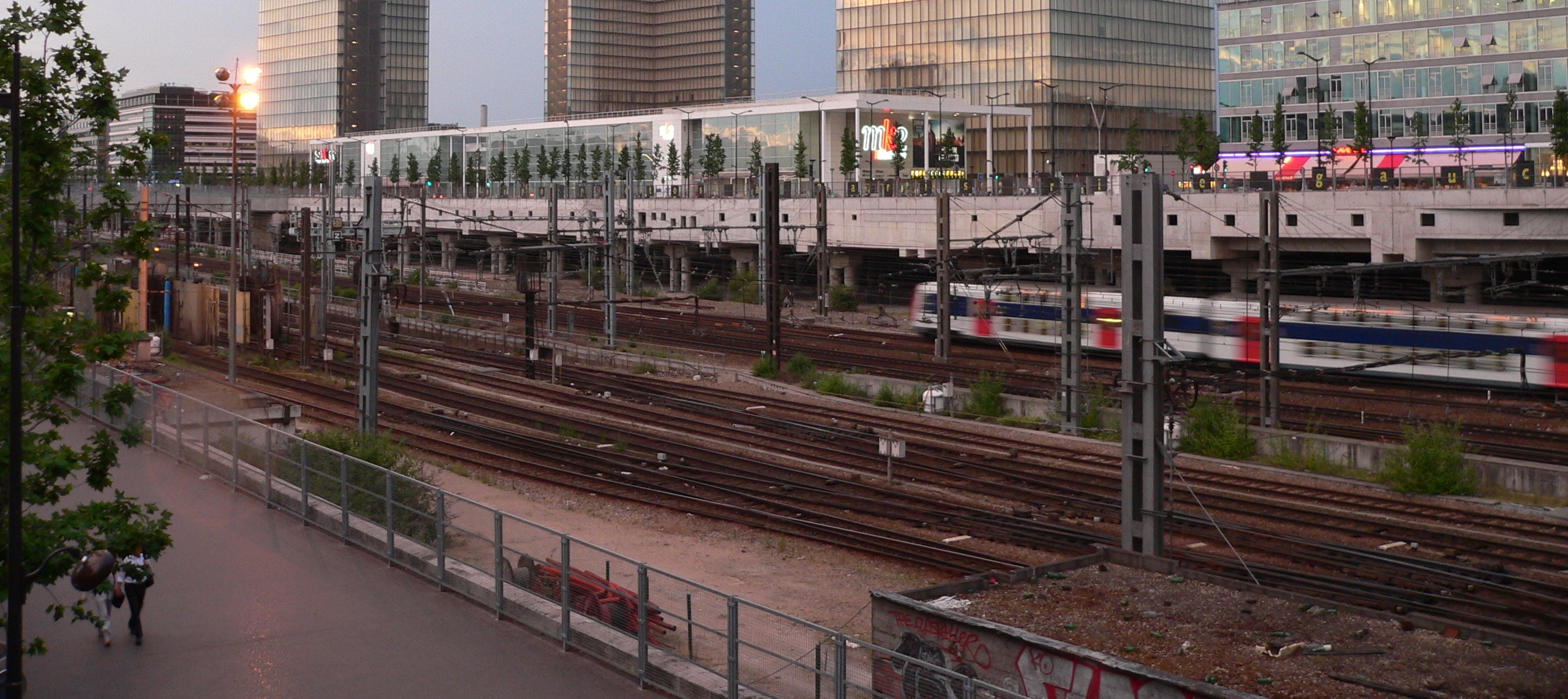
站外的路轨

## 临近车站

### 长途线路
| 巴黎奥斯特利茨站（Gare de Paris-Austerlitz） |                  |                                 |
| 上行车站                                     | 线路             | 下行车站                        |
| （起点）                                     | 巴黎－波尔多铁路 | 弗朗索瓦·密特朗图书馆站 → 1.8km |

### 快铁线路
| 巴黎奥斯特利茨站（Gare de Paris-Austerlitz） |                     |                                 |
| 上行车站                                     | 线路                | 下行车站                        |
| 圣米歇尔-圣母院站 3.9km ←                    | 法兰西岛大区快铁C线 | 弗朗索瓦·密特朗图书馆站 → 1.8km |
| 1.                                           |                     |                                 |

## 外部連結
- Satellite image from Google Maps （页面存档备份，存于）